# Communauté de communes de la région de Plouay
La communauté de communes de la région de Plouay est une ancienne communauté de communes française, située dans le département du Morbihan, en région Bretagne.

## Histoire
La communauté de communes de la région de Plouay, du Scorff au Blavet a été créée par arrêté préfectoral du 20 décembre 1996.
La communauté de communes de la région de Plouay est l’un des trois signataires de la « charte de développement du Pays de Lorient », aux côtés de CAP l'Orient et de la communauté de communes de Blavet Bellevue Océan.
Au 1er janvier 2014, la communauté de communes de la région de Plouay a intégré Lorient Agglomération par décision préfectorale.

### Géographie

Carte de l'intercommunalité.

## Territoire communautaire

### Composition
La communauté de communes de la région de Plouay regroupait les 6 communes suivantes :
| Nom            | Code Insee | Gentilé       | Superficie (km2) | Population (dernière pop. légale) | Densité (hab./km2) |
| -------------- | ---------- | ------------- | ---------------- | --------------------------------- | ------------------ |
| Plouay (siège) | 56166      | Plouaysiens   | 67,33            | 5 455 (2014)                      | 81                 |
| Bubry          | 56026      | Bubryates     | 69,09            | 2 378 (2014)                      | 34                 |
| Calan          | 56029      | Calanais      | 12,29            | 1 117 (2014)                      | 91                 |
| Inguiniel      | 56089      | Inguinielois  | 51,40            | 2 117 (2014)                      | 41                 |
| Lanvaudan      | 56104      | Lanvaudannais | 18,30            | 782 (2014)                        | 43                 |
| Quistinic      | 56188      | Quistinicois  | 42,95            | 1 429 (2014)                      | 33                 |

### Démographie
| 1968   | 1975   | 1982   | 1990   | 1999   | 2006   | 2008   | 2010   | 2011   |
| ------ | ------ | ------ | ------ | ------ | ------ | ------ | ------ | ------ |
| 12 364 | 11 756 | 11 700 | 12 110 | 11 763 | 12 260 | 12 596 | 12 836 | 12 928 |

| 2014   | - | - | - | - | - | - | - | - |
| ------ | - | - | - | - | - | - | - | - |
| 13 278 | - | - | - | - | - | - | - | - |

## Administration

### Siège
Le siège de la communauté de communes était à Plouay, rue de Ménéhouarne.

### Liste des présidents
| Période      | Période       | Identité          | Étiquette    | Qualité |
| ------------ | ------------- | ----------------- | ------------ | --- |
| janvier 1997 | avril 2008    | Jacques Le Nay    | UDF puis UMP | Maire de Plouay (1989 → 2017) Conseiller général de Plouay (1988 → 2001) Député du Morbihan (6e circ.) (1993 → 2012) |
| avril 2008   | décembre 2013 | Jean-Yves Nicolas | DVG          | Maire de Bubry (1997 → 2014)                                                                                         |